# Европска мигрантска криза
| 0,68% >0,2% - 0,3% >0,1% - 0,2% >0,05% - 0,1% | 0,01% - 0,05% <0,01% Нема података |

Европска мигрантска криза, или једноставно избегличка криза, је израз за низ догађаја везаних за масовни долазак избеглица и, најчешће илегалних, имиграната из Азије, Африке и дела југоисточне Европе (Косово* и Албанија) у земље Европске уније који се бележи од средине 2010. године, а своју ескалацију добија током 2015. године.

## Опис
Разлог за масовне миграције везује се за високу стопу незапослености и сиромаштва у тим земљама, али однедавно и као последице ратних збивања, пре свега у Сирији где је грађански рат проузроковао масовни егзодус становништва, као и у Либији где је рушење режима Моамера ел Гадафија довео до анархије коју вешто користе добро организоване мреже кријумчара људи. Криза се до средине 2015. године углавном одржавала на медитеранским обалама Италије, до којих су бројни мигранти долазили бродовима и чамцима, у бројним случајевима неуспешно, што је доводило до масовних погибија. У скорашње време је далеко масовнији прилив избеглица забележен на Балкану, односно као рута за улазак у ЕУ преко држава чланица на периферији (Грчка и Хрватска) и бивше југословенске државе (Македонија и Србија).
| Мигранти који су дошли у ЕУ према националности (подаци из 2014) | Мигранти који су дошли у ЕУ према националности (подаци из 2014) |
| ---------------------------------------------------------------- | ---------------------------------------------------------------- |
| Сирија                                                           | 79.169                                                           |
| Еритреја                                                         | 34.586                                                           |
| Непознате супсахарске државе                                     | 26.341                                                           |
| Авганистан                                                       | 22,132                                                           |
| Косово*                                                          | 22.069                                                           |
| Мали                                                             | 10.575                                                           |
| Албанија                                                         | 9.323                                                            |
| Гамбија                                                          | 8.730                                                            |
| Нигерија                                                         | 8.715                                                            |
| Сомалија                                                         | 7.676                                                            |
| Остали                                                           | 54.216                                                           |
| Укупно                                                           | 283.532                                                          |

## Правни статус миграната
Правни статус миграната зависи од узрока миграције сваког миграната.
- азиланти - ако је особа емигрирала из своје државе због непосредне ратне опасности, такви људи се сматрају ратним избеглицама и према међународном праву свака држава света је дужна да им осигура право на азил. Члан 14. УН-ове Универзалне декларације о људским правима гласи: Свако има право да тражи уточиште у другим земљама пред погромом.— Члан 14. Универзална декларација о људским правима
- радни емигранти - ако је особа емигрирала из своје земље због повољније економске будућности. Радни односно економски мигранти немају право на азил, и због тога могу бити депортовани у најближу претходну државу где им сигурност није угрожена.

## Политика
Иако су избеглице од стране европског политичког естаблишмента дочекане са симпатијама, односно као жртве ратних страхота којима Европска унија мора пружити сигурно уточиште, са временом, однос према њима је постао предмет жестоких критика од стране дела европске јавности. Европско друштво је забринуто због додатног оптерећења социјалних служби, погоршање сигурносне ситуације, односно могућег нестанка наводног хришћанског идентитета услед масовног доласка миграната муслиманске вероисповести. У задње време је однос према мигрантима постао предмет жестоких спорова међу појединим европским чланицама, са једне стране Немачка која инсистира на политици "отворених врата", а са друге стране Мађарска, Словачка и Пољска, које сматрају да ће оне имати највеће последице политике за коју се залаже Немачка.

## Последице
Као последица реакције појединих држава на масован прилив миграната (дизање ограда, затварање граница), јавило се краткотрајно нарушавање међудржавних односа између Србије и Мађарске, Хрватске и Србије и Мађарске и Хрватске. Нарушавање односа се огледа у привременом онемогућавању (или отежаним омогућавању) проласка немигрантима (особама које регуларно пролазе границу) преко граничних прелаза Хоргош (Србија-Мађарска), као и дуж целе границе Србије и Хрватске, што је проузроковало привремени тзв. "царински рат" између Србије и Хрватске.